# Robāţ-e Sang (ort i Iran)
Robāţ-e Sang (persiska: رباط سنگ, Robāt Sang) är en ort i Iran.   Den ligger i provinsen Khorasan, i den nordöstra delen av landet, 700 km öster om huvudstaden Teheran. Robāţ-e Sang ligger 1 695 meter över havet och antalet invånare är 1 344.
Terrängen runt Robāţ-e Sang är kuperad söderut, men norrut är den platt.Runt Robāţ-e Sang är det ganska glesbefolkat, med 25 invånare per kvadratkilometer. Robāţ-e Sang är det största samhället i trakten. Trakten runt Robāţ-e Sang består i huvudsak av gräsmarker.